# Chancel Mbemba
Chancel Mbemba Mangulu (Kisangani, 8 agosto 1994) è un calciatore congolese (Repubblica Democratica del Congo), difensore svincolato della nazionale congolese, di cui è capitano.

## Caratteristiche tecniche
Gioca nel ruolo di difensore centrale, non particolarmente veloce, è dotato però di grande fisicità, spesso cercando direttamente lo scontro con il suo avversario nell'uno-contro-uno. Giocatore versatile, le cui abilità non si limitano solo al gioco difensivo, infatti è in grado di portarsi in avanti in attacco, cercando il gol, riuscendo spesso a trovare la rete anche per merito dei suoi tiri di testa.

## Carriera

### Club

#### Anderlecht
Dal 2013 il calciatore africano risulta indagato dalla FIFA, su mandato del procuratore sportivo brasiliano Paulo Teixeira, in quanto a lui sarebbero intestati tre passaporti: uno con la data di nascita dell'8 agosto 1988, quando giocava nelle squadre congolesi dell'E.S. La Grace (squadra che prima ha sporto denuncia e poi l'ha ritirata), dello Mputu e dell'MK Etanchetéitéas; uno con data di nascita del 30 novembre 1991, come risulterebbe da documentazione in possesso della Federcalcio congolese, ed uno dell'8 agosto 1994, come risulterebbe al club belga dell'Anderlecht, che, stando alla sua versione, non avrebbe nemmeno potuto tesserarlo se fosse stato minorenne. A più di un anno e mezzo dall'esordio nelle giovanili dell'Anderlecht, la squadra fa sapere che il calciatore sarebbe stato registrato presso la federazione nel giugno del 2013. Con la maglia della squadra vincerà la Pro League segnando 5 gol nel campionato, marcherà la sua prima rete nella vittoria contro il Mons segnando il gol del 2-0, inoltre segnerà la rete della vittoria nella partita che si concluderà per 1-0 contro il Genk. Durante la partita di Champions League dove riusciranno a imporsi contro il Galatasaray, Mbemba segnà la doppietta che permetterà alla sua squadra di vincere per 2-0.

#### Newcastle e Porto
Il 26 luglio 2015 viene reso noto un accordo per il suo trasferimento al Newcastle Utd; 4 giorni dopo l'acquisto viene completato dai Magpies. Milita nei bianconeri per le successive tre stagioni, in cui segna una sola rete nella vittoria contro il Barnsley in Football League Championship per 3-0 del 7 maggio 2017.
Il 23 luglio 2018 si trasferisce in Portogallo, al Porto, dove vincerà il campionato nella stagione 2019-2020, segnando una rete nel pareggio per 1-1 contro il Rio Ave. Inoltre sarà autore del gol nella vittoria per 1-0 contro il Paços Ferreira. Si rivelerà determinante nella vittoria della Coppa di Portogallo segnando un gol nella vittoria per 5-0 contro il Coimbrões e un altro nella vittoria per 4-0 conto il Vitória Setúbal, infine sarà l'uomo partita nella vittoria per 2-1 contro il Benfica in finale, segnando una doppietta, segnando entrambi i gol di testa.

#### Marsiglia
Il 15 luglio 2022 firma un contratto triennale con l'Olympique Marsiglia.

### Nazionale
Debutta nella nazionale della Repubblica Democratica del Congo nel 2012 contro le Seychelles nella vittoria per 3-0. Verrà convocato in nazionale nella Coppa d'Africa 2015 dove vinceranno il bronzo, nella vittoria contro la Guinea Equatoriale che si concluderà per 0-0 fino ai tempi supplementari, ma che la nazionale congolese vincerà per 4-2 ai calci di rigore; Mbemba segnerà il terzo rigore per la sua squadra. Il 2 febbraio 2024 durante la Coppa d'Africa segna il gol del pareggio nei quarti di finale contro la Guinea, partita che finirà poi con il risultato di 3-1.

## Statistiche

### Presenze e reti nei club
Statistiche aggiornate al 19 marzo 2025.
| Stagione          | Squadra             | Campionato        | Campionato | Campionato | Coppe nazionali | Coppe nazionali | Coppe nazionali | Coppe continentali | Coppe continentali | Coppe continentali | Altre coppe | Altre coppe | Altre coppe | Totale | Totale |
| Stagione          | Squadra             | Comp              | Pres       | Reti       | Comp            | Pres            | Reti            | Comp               | Pres               | Reti               | Comp        | Pres        | Reti        | Pres   | Reti   |
| ----------------- | ------------------- | ----------------- | ---------- | ---------- | --------------- | --------------- | --------------- | ------------------ | ------------------ | ------------------ | ----------- | ----------- | ----------- | ------ | ------ |
| 2013-2014         | Anderlecht          | D1                | 25+10      | 3+2        | CB              | 0               | 0               | UCL                | 5                  | 1                  | SB          | 0           | 0           | 40     | 6      |
| 2014-2015         | Anderlecht          | D1                | 20+8       | 1          | CB              | 2               | 0               | UCL+UEL            | 6+0                | 2                  | SB          | 1           | 0           | 37     | 3      |
| Totale Anderlecht | Totale Anderlecht   | Totale Anderlecht | 45+18      | 4+2        |                 | 2               | 0               |                    | 11                 | 3                  |             | 1           | 0           | 77     | 9      |
| 2015-2016         | Newcastle Utd       | PL                | 33         | 0          | FACup+CdL       | 1+1             | 0               | -                  | -                  | -                  | -           | -           | -           | 35     | 0      |
| 2016-2017         | Newcastle Utd       | FLC               | 12         | 1          | FACup+CdL       | 0+1             | 0               | -                  | -                  | -                  | -           | -           | -           | 13     | 1      |
| 2017-2018         | Newcastle Utd       | PL                | 9          | 0          | FACup+CdL       | 1+1             | 0               | -                  | -                  | -                  | -           | -           | -           | 11     | 0      |
| Totale Newcastle  | Totale Newcastle    | Totale Newcastle  | 54         | 1          |                 | 5               | 0               |                    | -                  | -                  |             | -           | -           | 59     | 1      |
| 2018-2019         | Porto               | PL                | 3          | 0          | CP+CdL          | 2+1             | 0               | UCL                | 0                  | 0                  | SP          | 0           | 0           | 6      | 0      |
| 2019-2020         | Porto               | PL                | 26         | 2          | CP+CdL          | 6+5             | 4+0             | UCL+UEL            | 0+5                | 0                  | -           | -           | -           | 42     | 6      |
| 2020-2021         | Porto               | PL                | 27         | 1          | CP+CdL          | 4+1             | 0               | UCL                | 10                 | 0                  | SP          | 1           | 0           | 43     | 1      |
| 2021-2022         | Porto               | PL                | 31         | 2          | CP+CdL          | 6+1             | 0+0             | UCL+UEL            | 5+4                | 0                  | -           | -           | -           | 47     | 2      |
| Totale Porto      | Totale Porto        | Totale Porto      | 87         | 5          |                 | 26              | 4               |                    | 24                 | 0                  |             | 1           | 0           | 138    | 9      |
| 2022-2023         | Olympique Marsiglia | L1                | 36         | 5          | CF              | 4               | 0               | UCL                | 5                  | 2                  | -           | -           | -           | 45     | 7      |
| 2023-2024         | Olympique Marsiglia | L1                | 25         | 2          | CF              | 0               | 0               | UCL+UEL            | 2+13               | 0+4                | -           | -           | -           | 40     | 6      |
| 2024-2025         | Olympique Marsiglia | L1                | 0          | 0          | CF              | 0               | 0               | -                  | -                  | -                  | -           | -           | -           | 0      | 0      |
| Totale Marsiglia  | Totale Marsiglia    | Totale Marsiglia  | 61         | 7          |                 | 4               | 0               |                    | 18                 | 6                  |             | -           | -           | 85     | 13     |
| Totale carriera   | Totale carriera     | Totale carriera   | 265        | 19         |                 | 37              | 4               |                    | 53                 | 9                  |             | 2           | 0           | 359    | 32     |

### Cronologia presenze e reti in nazionale
| Cronologia completa delle presenze e delle reti in nazionale ― RD del Congo | Cronologia completa delle presenze e delle reti in nazionale ― RD del Congo | Cronologia completa delle presenze e delle reti in nazionale ― RD del Congo | Cronologia completa delle presenze e delle reti in nazionale ― RD del Congo | Cronologia completa delle presenze e delle reti in nazionale ― RD del Congo | Cronologia completa delle presenze e delle reti in nazionale ― RD del Congo | Cronologia completa delle presenze e delle reti in nazionale ― RD del Congo | Cronologia completa delle presenze e delle reti in nazionale ― RD del Congo |
| Data                                                                        | Città                                                                       | In casa                                                                     | Risultato                                                                   | Ospiti                                                                      | Competizione                                                                | Reti                                                                        | Note                                                                        |
| --------------------------------------------------------------------------- | --------------------------------------------------------------------------- | --------------------------------------------------------------------------- | --------------------------------------------------------------------------- | --------------------------------------------------------------------------- | --------------------------------------------------------------------------- | --------------------------------------------------------------------------- | --------------------------------------------------------------------------- |
| 17-6-2012                                                                   | Kinshasa                                                                    | RD del Congo                                                                | 3 – 0                                                                       | Seychelles                                                                  | Qual. Coppa d'Africa 2013                                                   | -                                                                           |                                                                             |
| 14-11-2012                                                                  | El Jadida                                                                   | RD del Congo                                                                | 0 – 1                                                                       | Burkina Faso                                                                | Amichevole                                                                  | -                                                                           |                                                                             |
| 7-6-2013                                                                    | Tripoli                                                                     | Libia                                                                       | 0 – 0                                                                       | RD del Congo                                                                | Qual. Mondiali 2014                                                         | -                                                                           | 75’                                                                         |
| 8-9-2013                                                                    | Lomé                                                                        | Togo                                                                        | 2 – 1                                                                       | RD del Congo                                                                | Qual. Coppa d'Africa 2015                                                   | -                                                                           |                                                                             |
| 6-9-2014                                                                    | Lubumbashi                                                                  | RD del Congo                                                                | 0 – 2                                                                       | Camerun                                                                     | Qual. Coppa d'Africa 2015                                                   | -                                                                           |                                                                             |
| 10-9-2014                                                                   | Lubumbashi                                                                  | Sierra Leone                                                                | 0 – 2                                                                       | RD del Congo                                                                | Qual. Coppa d'Africa 2015                                                   | -                                                                           |                                                                             |
| 11-10-2014                                                                  | Kinshasa                                                                    | RD del Congo                                                                | 1 – 2                                                                       | Costa d'Avorio                                                              | Qual. Coppa d'Africa 2015                                                   | -                                                                           | 76’                                                                         |
| 15-10-2014                                                                  | Abidjan                                                                     | Costa d'Avorio                                                              | 3 – 4                                                                       | RD del Congo                                                                | Qual. Coppa d'Africa 2015                                                   | -                                                                           |                                                                             |
| 7-1-2015                                                                    | Yaoundé                                                                     | Camerun                                                                     | 1 – 1                                                                       | RD del Congo                                                                | Amichevole                                                                  | -                                                                           | 46’ 53’                                                                     |
| 18-1-2015                                                                   | Ebebiyín                                                                    | Zambia                                                                      | 1 – 1                                                                       | RD del Congo                                                                | Coppa d'Africa 2015 - 1º turno                                              | -                                                                           |                                                                             |
| 22-1-2015                                                                   | Ebebiyín                                                                    | Capo Verde                                                                  | 0 – 0                                                                       | RD del Congo                                                                | Coppa d'Africa 2015 - 1º turno                                              | -                                                                           |                                                                             |
| 26-1-2015                                                                   | Bata                                                                        | RD del Congo                                                                | 1 – 1                                                                       | Tunisia                                                                     | Coppa d'Africa 2015 - 1º turno                                              | -                                                                           |                                                                             |
| 31-1-2015                                                                   | Bata                                                                        | Rep. del Congo                                                              | 2 – 4                                                                       | RD del Congo                                                                | Coppa d'Africa 2015 - Quarti di Finale                                      | -                                                                           |                                                                             |
| 4-2-2015                                                                    | Bata                                                                        | RD del Congo                                                                | 1 – 3                                                                       | Costa d'Avorio                                                              | Coppa d'Africa 2015 - Semifinale                                            | -                                                                           |                                                                             |
| 7-2-2015                                                                    | Malabo                                                                      | RD del Congo                                                                | 0 – 0                                                                       | Guinea Equatoriale                                                          | Coppa d'Africa 2015 - Finale 3º posto                                       | -                                                                           |                                                                             |
| 9-6-2015                                                                    | Mons                                                                        | RD del Congo                                                                | 1 – 1                                                                       | Camerun                                                                     | Amichevole                                                                  | -                                                                           |                                                                             |
| 14-6-2015                                                                   | Kinshasa                                                                    | RD del Congo                                                                | 2 – 1                                                                       | Madagascar                                                                  | Qual. Coppa d'Africa 2017                                                   | -                                                                           |                                                                             |
| 6-9-2015                                                                    | Bangui                                                                      | Rep. Centrafricana                                                          | 2 – 0                                                                       | RD del Congo                                                                | Qual. Coppa d'Africa 2017                                                   | -                                                                           |                                                                             |
| 8-10-2015                                                                   | Visé                                                                        | RD del Congo                                                                | 2 – 0                                                                       | Nigeria                                                                     | Amichevole                                                                  | -                                                                           |                                                                             |
| 12-10-2015                                                                  | Mons                                                                        | Gabon                                                                       | 1 – 2                                                                       | RD del Congo                                                                | Amichevole                                                                  | 1                                                                           | Ammonizione                                                                 |
| 12-11-2015                                                                  | Bujumbura                                                                   | Burundi                                                                     | 2 – 3                                                                       | RD del Congo                                                                | Qual. Mondiali 2018                                                         | -                                                                           |                                                                             |
| 15-11-2015                                                                  | Kinshasa                                                                    | RD del Congo                                                                | 2 – 2                                                                       | Burundi                                                                     | Qual. Mondiali 2018                                                         | -                                                                           |                                                                             |
| 26-3-2016                                                                   | Kinshasa                                                                    | RD del Congo                                                                | 2 – 1                                                                       | Angola                                                                      | Qual. Coppa d'Africa 2017                                                   | -                                                                           |                                                                             |
| 29-3-2016                                                                   | Luanda                                                                      | Angola                                                                      | 0 – 2                                                                       | RD del Congo                                                                | Qual. Coppa d'Africa 2017                                                   | -                                                                           |                                                                             |
| 5-6-2016                                                                    | Mahajanga                                                                   | Madagascar                                                                  | 1 – 6                                                                       | RD del Congo                                                                | Qual. Coppa d'Africa 2017                                                   | -                                                                           |                                                                             |
| 4-9-2016                                                                    | Kinshasa                                                                    | RD del Congo                                                                | 4 – 1                                                                       | Rep. Centrafricana                                                          | Qual. Coppa d'Africa 2017                                                   | -                                                                           |                                                                             |
| 4-10-2016                                                                   | Kinshasa                                                                    | RD del Congo                                                                | 0 – 1                                                                       | Kenya                                                                       | Amichevole                                                                  | -                                                                           |                                                                             |
| 8-10-2016                                                                   | Kinshasa                                                                    | RD del Congo                                                                | 4 – 0                                                                       | Libia                                                                       | Qual. Mondiali 2018                                                         | -                                                                           |                                                                             |
| 13-11-2016                                                                  | Conakry                                                                     | Guinea                                                                      | 1 – 2                                                                       | RD del Congo                                                                | Qual. Mondiali 2018                                                         | -                                                                           |                                                                             |
| 5-1-2017                                                                    | Yaoundé                                                                     | Camerun                                                                     | 2 – 0                                                                       | RD del Congo                                                                | Amichevole                                                                  | -                                                                           | 46’                                                                         |
| 16-1-2017                                                                   | Oyem                                                                        | RD del Congo                                                                | 1 – 0                                                                       | Marocco                                                                     | Coppa d'Africa 2017 - 1º turno                                              | -                                                                           |                                                                             |
| 20-1-2017                                                                   | Oyem                                                                        | Costa d'Avorio                                                              | 2 – 2                                                                       | RD del Congo                                                                | Coppa d'Africa 2017 - 1º turno                                              | -                                                                           |                                                                             |
| 24-1-2017                                                                   | Oyem                                                                        | Togo                                                                        | 1 – 3                                                                       | RD del Congo                                                                | Coppa d'Africa 2017 - 1º turno                                              | -                                                                           |                                                                             |
| 29-1-2017                                                                   | Oyem                                                                        | RD del Congo                                                                | 1 – 2                                                                       | Ghana                                                                       | Coppa d'Africa 2017 - Quarti di finale                                      | -                                                                           |                                                                             |
| 26-3-2017                                                                   | Machakos                                                                    | Kenya                                                                       | 2 – 1                                                                       | RD del Congo                                                                | Amichevole                                                                  | -                                                                           |                                                                             |
| 10-6-2017                                                                   | Kinshasa                                                                    | RD del Congo                                                                | 3 – 1                                                                       | Rep. del Congo                                                              | Qual. Coppa d'Africa 2019                                                   | 1                                                                           |                                                                             |
| 1-9-2017                                                                    | Radès                                                                       | Tunisia                                                                     | 2 – 1                                                                       | RD del Congo                                                                | Qual. Mondiali 2018                                                         | -                                                                           | 83’                                                                         |
| 5-9-2017                                                                    | Kinshasa                                                                    | RD del Congo                                                                | 2 – 2                                                                       | Tunisia                                                                     | Qual. Mondiali 2018                                                         | 1                                                                           | Cap. 59’                                                                    |
| 7-10-2017                                                                   | Monastir                                                                    | Libia                                                                       | 1 – 2                                                                       | RD del Congo                                                                | Qual. Mondiali 2018                                                         | -                                                                           | Cap.                                                                        |
| 11-11-2017                                                                  | Kinshasa                                                                    | RD del Congo                                                                | 3 – 1                                                                       | Guinea                                                                      | Qual. Mondiali 2018                                                         | -                                                                           |                                                                             |
| 27-3-2018                                                                   | Dar-es-Salaam                                                               | Tanzania                                                                    | 2 – 0                                                                       | RD del Congo                                                                | Amichevole                                                                  | -                                                                           |                                                                             |
| 13-10-2018                                                                  | Harare                                                                      | RD del Congo                                                                | 1 – 2                                                                       | Zimbabwe                                                                    | Qual. Coppa d'Africa 2019                                                   | -                                                                           | Cap.                                                                        |
| 16-10-2018                                                                  | Harare                                                                      | Zimbabwe                                                                    | 1 – 1                                                                       | RD del Congo                                                                | Qual. Coppa d'Africa 2019                                                   | -                                                                           | Cap.                                                                        |
| 18-11-2018                                                                  | Brazzaville                                                                 | Rep. del Congo                                                              | 1 – 1                                                                       | RD del Congo                                                                | Qual. Coppa d'Africa 2019                                                   | -                                                                           |                                                                             |
| 24-3-2019                                                                   | Kinshasa                                                                    | RD del Congo                                                                | 1 – 0                                                                       | Liberia                                                                     | Qual. Coppa d'Africa 2019                                                   | -                                                                           |                                                                             |
| 9-6-2019                                                                    | Marbella                                                                    | RD del Congo                                                                | 0 – 0                                                                       | Burkina Faso                                                                | Amichevole                                                                  | -                                                                           |                                                                             |
| 15-6-2019                                                                   | Madrid                                                                      | RD del Congo                                                                | 1 – 1                                                                       | Kenya                                                                       | Amichevole                                                                  | -                                                                           |                                                                             |
| 22-6-2019                                                                   | Il Cairo                                                                    | RD del Congo                                                                | 0 – 2                                                                       | Uganda                                                                      | Coppa d'Africa 2019 - 1º turno                                              | -                                                                           | Cap. 60’                                                                    |
| 30-6-2019                                                                   | Il Cairo                                                                    | Zimbabwe                                                                    | 0 – 4                                                                       | RD del Congo                                                                | Coppa d'Africa 2019 - 1º turno                                              | -                                                                           | 59’                                                                         |
| 7-7-2019                                                                    | Alessandria d'Egitto                                                        | Madagascar                                                                  | 2 – 2 dts (4 – 2 dtr)                                                       | RD del Congo                                                                | Coppa d'Africa 2019 - Ottavi di finale                                      | 1                                                                           |                                                                             |
| 10-10-2019                                                                  | Blida                                                                       | Algeria                                                                     | 1 – 1                                                                       | RD del Congo                                                                | Amichevole                                                                  | -                                                                           | Cap. 79’                                                                    |
| 13-10-2019                                                                  | Amiens                                                                      | Costa d'Avorio                                                              | 3 – 1                                                                       | RD del Congo                                                                | Amichevole                                                                  | -                                                                           | Cap. 84’                                                                    |
| 14-11-2019                                                                  | Kinshasa                                                                    | RD del Congo                                                                | 0 – 0                                                                       | Gabon                                                                       | Qual. Coppa d'Africa 2021                                                   | -                                                                           |                                                                             |
| 18-11-2019                                                                  | Bakau                                                                       | Gambia                                                                      | 2 – 2                                                                       | RD del Congo                                                                | Qual. Coppa d'Africa 2021                                                   | -                                                                           |                                                                             |
| 14-11-2020                                                                  | Kinshasa                                                                    | RD del Congo                                                                | 0 – 0                                                                       | Angola                                                                      | Qual. Coppa d'Africa 2021                                                   | -                                                                           |                                                                             |
| 17-11-2020                                                                  | Luanda                                                                      | Angola                                                                      | 0 – 1                                                                       | RD del Congo                                                                | Qual. Coppa d'Africa 2021                                                   | -                                                                           | 26’                                                                         |
| 25-3-2021                                                                   | Libreville                                                                  | Gabon                                                                       | 3 – 0                                                                       | RD del Congo                                                                | Qual. Coppa d'Africa 2021                                                   | -                                                                           |                                                                             |
| 29-3-2021                                                                   | Kinshasa                                                                    | RD del Congo                                                                | 1 – 0                                                                       | Gambia                                                                      | Qual. Coppa d'Africa 2021                                                   | -                                                                           | Cap. 67’                                                                    |
| 2-9-2021                                                                    | Lubumbashi                                                                  | RD del Congo                                                                | 1 – 1                                                                       | Tanzania                                                                    | Qual. Mondiali 2022                                                         | -                                                                           |                                                                             |
| 6-9-2021                                                                    | Cotonou                                                                     | Benin                                                                       | 1 – 1                                                                       | RD del Congo                                                                | Qual. Mondiali 2022                                                         | -                                                                           |                                                                             |
| 7-10-2021                                                                   | Rabat                                                                       | RD del Congo                                                                | 2 – 0                                                                       | Madagascar                                                                  | Qual. Mondiali 2022                                                         | -                                                                           | Cap.                                                                        |
| 10-10-2021                                                                  | Antananarivo                                                                | Madagascar                                                                  | 1 – 0                                                                       | RD del Congo                                                                | Qual. Mondiali 2022                                                         | -                                                                           |                                                                             |
| 11-11-2021                                                                  | Dar es Salaam                                                               | Tanzania                                                                    | 0 – 3                                                                       | RD del Congo                                                                | Qual. Mondiali 2022                                                         | -                                                                           |                                                                             |
| 14-11-2021                                                                  | Kinshasa                                                                    | RD del Congo                                                                | 2 – 0                                                                       | Benin                                                                       | Qual. Mondiali 2022                                                         | -                                                                           |                                                                             |
| 25-3-2022                                                                   | Kinshasa                                                                    | RD del Congo                                                                | 1 – 1                                                                       | Marocco                                                                     | Qual. Mondiali 2022                                                         | -                                                                           |                                                                             |
| 29-3-2022                                                                   | Casablanca                                                                  | Marocco                                                                     | 4 – 1                                                                       | RD del Congo                                                                | Qual. Mondiali 2022                                                         | -                                                                           |                                                                             |
| 24-3-2023                                                                   | Lubumbashi                                                                  | RD del Congo                                                                | 3 – 1                                                                       | Mauritania                                                                  | Qual. Coppa d'Africa 2023                                                   | -                                                                           | Cap.                                                                        |
| 28-3-2023                                                                   | Nouakchott                                                                  | Mauritania                                                                  | 1 – 1                                                                       | RD del Congo                                                                | Qual. Coppa d'Africa 2023                                                   | -                                                                           | Cap.                                                                        |
| 18-6-2023                                                                   | Franceville                                                                 | Gabon                                                                       | 0 – 2                                                                       | RD del Congo                                                                | Qual. Coppa d'Africa 2023                                                   | -                                                                           | Cap.                                                                        |
| 9-9-2023                                                                    | Kinshasa                                                                    | RD del Congo                                                                | 2 – 0                                                                       | Sudan                                                                       | Qual. Coppa d'Africa 2023                                                   | -                                                                           | Cap.                                                                        |
| 13-10-2023                                                                  | Murcia                                                                      | Nuova Zelanda                                                               | 1 – 1                                                                       | RD del Congo                                                                | Amichevole                                                                  | -                                                                           | Cap.                                                                        |
| 17-10-2023                                                                  | Setúbal                                                                     | Angola                                                                      | 0 – 0                                                                       | RD del Congo                                                                | Amichevole                                                                  | -                                                                           | Cap.                                                                        |
| 15-11-2023                                                                  | Kinshasa                                                                    | RD del Congo                                                                | 2 – 0                                                                       | Mauritania                                                                  | Qual. Mondiali 2026                                                         | -                                                                           | Cap.                                                                        |
| 19-11-2023                                                                  | Bengasi                                                                     | Sudan                                                                       | 1 – 0                                                                       | RD del Congo                                                                | Qual. Mondiali 2026                                                         | -                                                                           | Cap.                                                                        |
| 6-1-2024                                                                    | Dubai                                                                       | RD del Congo                                                                | 0 – 0                                                                       | Angola                                                                      | Amichevole                                                                  | -                                                                           | Cap.                                                                        |
| 10-1-2024                                                                   | Abu Dhabi                                                                   | RD del Congo                                                                | 1 – 2                                                                       | Burkina Faso                                                                | Amichevole                                                                  | 1                                                                           | Cap. 86’                                                                    |
| 17-1-2024                                                                   | San-Pédro                                                                   | RD del Congo                                                                | 1 – 1                                                                       | Zambia                                                                      | Coppa d'Africa 2023 - 1º turno                                              | -                                                                           | Cap.                                                                        |
| 21-1-2024                                                                   | San-Pédro                                                                   | Marocco                                                                     | 1 – 1                                                                       | RD del Congo                                                                | Coppa d'Africa 2023 - 1º turno                                              | -                                                                           | Cap. 90+8’                                                                  |
| 24-1-2024                                                                   | Korhogo                                                                     | Tanzania                                                                    | 0 – 0                                                                       | RD del Congo                                                                | Coppa d'Africa 2023 - 1º turno                                              | -                                                                           | Cap.                                                                        |
| 28-1-2024                                                                   | San-Pedro                                                                   | Egitto                                                                      | 1 – 1 dts (7 – 8 dtr)                                                       | RD del Congo                                                                | Coppa d'Africa 2023 - Ottavi di finale                                      | -                                                                           | Cap. 105’                                                                   |
| 2-2-2024                                                                    | Abidjan                                                                     | RD del Congo                                                                | 3 – 1                                                                       | Guinea                                                                      | Coppa d'Africa 2023 - Quarti di finale                                      | 1                                                                           | Cap.                                                                        |
| 7-2-2024                                                                    | Abidjan                                                                     | Costa d'Avorio                                                              | 1 – 0                                                                       | RD del Congo                                                                | Coppa d'Africa 2023 - Semifinale                                            | -                                                                           | Cap.                                                                        |
| 10-2-2024                                                                   | Abidjan                                                                     | Sudafrica                                                                   | 0 – 0 (6 – 5 dtr)                                                           | RD del Congo                                                                | Coppa d'Africa 2023 - Finale 3º posto                                       | -                                                                           | Cap.                                                                        |
| 6-6-2024                                                                    | Diamniadio                                                                  | Senegal                                                                     | 1 – 1                                                                       | RD del Congo                                                                | Qual. Mondiali 2026                                                         | -                                                                           | Cap.                                                                        |
| 9-6-2024                                                                    | Kinshasa                                                                    | RD del Congo                                                                | 1 – 0                                                                       | Togo                                                                        | Qual. Mondiali 2026                                                         | -                                                                           | Cap.                                                                        |
| 6-9-2024                                                                    | Kinshasa                                                                    | RD del Congo                                                                | 1 – 0                                                                       | Guinea                                                                      | Qual. Coppa d'Africa 2025                                                   | -                                                                           | Cap.                                                                        |
| 9-9-2024                                                                    | Dar-es-Salaam                                                               | Etiopia                                                                     | 0 – 2                                                                       | RD del Congo                                                                | Qual. Coppa d'Africa 2025                                                   | -                                                                           | Cap.                                                                        |
| 10-10-2024                                                                  | Kinshasa                                                                    | RD del Congo                                                                | 1 – 0                                                                       | Tanzania                                                                    | Qual. Coppa d'Africa 2025                                                   | -                                                                           | Cap. 46’                                                                    |
| 15-10-2024                                                                  | Dar es Salaam                                                               | Tanzania                                                                    | 0 – 2                                                                       | RD del Congo                                                                | Qual. Coppa d'Africa 2025                                                   | -                                                                           | Cap.                                                                        |
| 16-11-2024                                                                  | Abidjan                                                                     | Guinea                                                                      | 1 – 0                                                                       | RD del Congo                                                                | Qual. Coppa d'Africa 2025                                                   | -                                                                           | Cap.                                                                        |
| 21-3-2025                                                                   | Kinshasa                                                                    | RD del Congo                                                                | 1 – 0                                                                       | Sudan del Sud                                                               | Qual. Mondiali 2026                                                         | -                                                                           | Cap.                                                                        |
| 25-3-2025                                                                   | Nouakchott                                                                  | Mauritania                                                                  | 0 – 2                                                                       | RD del Congo                                                                | Qual. Mondiali 2026                                                         | -                                                                           | Cap.                                                                        |
| 5-6-2025                                                                    | Orléans                                                                     | RD del Congo                                                                | 1 – 0                                                                       | Mali                                                                        | Amichevole                                                                  | -                                                                           | Cap.                                                                        |
| 8-6-2025                                                                    | Orléans                                                                     | RD del Congo                                                                | 3 – 1                                                                       | Madagascar                                                                  | Amichevole                                                                  | -                                                                           | Cap.                                                                        |
| Totale                                                                      |                                                                             | Presenze (1º posto)                                                         | 94                                                                          |                                                                             | Reti                                                                        | 6                                                                           |                                                                             |

## Palmarès

### Club

#### Competizioni giovanili
- Torneo di Viareggio: 1

Anderlecht: 2013

#### Competizioni nazionali
- Campionato belga: 1

Anderlecht: 2013-2014
- Supercoppa del Belgio: 2

Anderlecht: 2013, 2014
- Football League Championship: 1

Newcastle Utd: 2016-2017
- Campionato portoghese: 2

Porto: 2019-2020, 2021-2022
- Coppa del Portogallo: 2

Porto: 2019-2020, 2021-2022
- Supercoppa di Portogallo: 1

Porto: 2020